# Begonia crinita
Espèce
Begonia crinita est une espèce de plantes de la famille des Begoniaceae. Ce bégonia est originaire de Bolivie. L'espèce fait partie de la section Knesebeckia. Elle a été décrite en 1871 par Joseph Dalton Hooker (1817-1911), à la suite des travaux de Daniel Oliver (1830-1916). L'épithète spécifique crinita, du latin crinitus (chevelu), signifie « à longs poils souples ».

## Répartition géographique
Cette espèce est originaire du pays suivant : Bolivie.